# Dede-Itxótui
Dede-Itxótui (en rus: Дэдэ-Ичётуй) és un poble de la República de Buriàtia, a Rússia, segons el cens del 2020 tenia 1.015 habitants.